# Sobkův palác
Sobkův palác je dům v centru Opavy postavený Karlem Josefem Ragojským z Rohožníku v roce 1730. Dnes je v této budově provozovna soukromé společnosti Opavská lesní a. s. Je chráněn jako kulturní památka České republiky.

## Historie
Sobkův palác byl vystavěn v roce 1730 na tehdejší Panské ulici (dnes Masarykova třída) na místě tří starších domů. Dům je ukázkou feudálního sídla, které si ve středu města vybudovala šlechta, která chtěla být v centru dění hlavního města Slezska. Dům nechal vystavět Karel Josef Ragojský z Rohožníku a dalším majitelem byl Maxmilián Jindřich Sobek z Kornic (císařský tajný rada a komoří, dvorský sudí knížectví lehnického a od roku 1763 slezský zemský prezident) – právě po něm nese stavba dodnes své jméno. Svou současnou podobu získal palác při rekonstrukci po požáru v roce 1758, kterou zrealizoval Maxmiliánův syn Cajetan.
V budově byly po určitou dobu umístěny úřadovny Státního zemského archivu. Dnes má dům ve správě soukromá společnost a proto není přístupný veřejnosti.

## Popis budovy
Sobkův palác je patrový dům v pozdně-barokním slohu s mělce vystupujícím dvoupatrovým čelním rizalitem, mansardovou střechou a trojúhelníkovým štítem. Jednotlivá patra jsou oddělena římsou a okna v přízemí jsou zdobena bosáží a ozdobnými mřížemi. Okna v patře lemují profilované šambrány a jsou zdobena květinovými vzory. V průčelí se v úrovni korunní římsy nachází obraz černé madony (Panna Maria Čenstochovská) s dítětem doplněný o plastiky obličejú andělů a sošky andílků, které nad obrazem drží korunu. Pod tímto obrazem je nápis Sub Tuum Praesidium. Balkon s tepanou rokokovou mříží leží na pilířovitém portálu se sochařským dekorem. V přízemí se zachovaly původní barokní klenby.